# (2114) Wallenquist
(2114) Wallenquist es un asteroide que forma parte del cinturón exterior de asteroides y fue descubierto por Claes-Ingvar Lagerkvist desde el Observatorio del Monte Stromlo, en Canberra, Australia, el 19 de abril de 1976.

## Designación y nombre
Wallenquist recibió al principio la designación de 1976 HA.
Más adelante se nombró en honor del astrónomo sueco Åke Anders Edvard Wallenquist (1904-1994).

## Características orbitales
Wallenquist orbita a una distancia media de 3,202 ua del Sol, pudiendo acercarse hasta 2,743 ua y alejarse hasta 3,661 ua. Tiene una inclinación orbital de 0,5575 grados y una excentricidad de 0,1432. Emplea 2093 días en completar una órbita alrededor del Sol.

## Características físicas
La magnitud absoluta de Wallenquist es 11,8. Tiene un diámetro de 27,67 km y un periodo de rotación de 5,51 horas. Se estima su albedo en 0,0838.